# TV Santos
TV Santos foi uma emissora de televisão brasileira sediada em Santos, no estado de São Paulo. Operava no canal 5 VHF e era afiliada à TV Paulista. Inaugurada no dia 15 de novembro de 1957, foi a primeira emissora de TV regional do país, e a quarta a ser inaugurada no estado de São Paulo.

## História

### Antecedentes
As poucas emissoras de televisão brasileiras existentes na década de 1950 se concentravam nas capitais, em especial no Rio de Janeiro e em São Paulo. Assim como os santistas, a população de todas as outras cidades do país próximas as capitais era obrigada a assistir, precariamente, a programação das únicas emissoras existentes em uma região próxima das cidades pequenas. Os sinais das únicas emissoras da capital paulista (TV Tupi, TV Paulista e TV Record) chegavam de forma precária aos cerca de 4000 aparelhos televisores existentes na Baixada Santista. Isso porque os retransmissores da Serra do Mar, instalados em 1957, ajudavam bastante nesta viagem.
A emissora surgiu após a associação entre a Rádio Clube de Santos e as Organizações Victor Costa, empresa criadora da TV Paulista e das rádios Excelsior e Nacional de São Paulo. Um dos programas de estreia da TV Santos foi o Discopa Musical, que tinha o "alto patrocínio" da principal loja santista de aparelhos eletrodomésticos, a Discopa. A programação local era gerada pela manhã, até o meio da tarde, seguindo-se a retransmissão dos programas de final de tarde e noturnos da TV Paulista, no mesmo canal 5. Aliás, nos primeiros anos, a TV Paulista só iniciava sua programação às 15 horas, com o programa feminino Clube do Lar.
Com estúdios e auditório nas mesmas instalações da Rádio Clube de Santos (que desde julho de 1932 ocupava o prédio da Rua José Cabalero, 60, no Gonzaga, onde anos depois do fechamento da televisão seu teatro seria transformado no extinto Cine Alhambra), a TV Santos recebia convidados especiais, como uma conhecida cantora e apresentadora de programas de entrevistas da TV Paulista, que dois anos antes havia tingido de loiro seus cabelos pretos, tornando-os sua marca registrada na televisão: Hebe Camargo, "a estrela de São Paulo", que foi destacada em publicidade da TV Santos publicada em 31 de dezembro de 1957 no jornal santista A Tribuna. Ela, junto com o artista Chocolate, também se apresentariam à noite na Rádio Clube de Santos.

### Inauguração-presente
Em 31 de dezembro de 1957, a programação da TV Santos foi a seguinte (à tarde, iniciavam-se as transmissões geradas pela TV Paulista em São Paulo e retransmitidas no mesmo canal 5 da TV Santos):
- 11h25 - Abertura
- 11h35 - Cine de Bolso (desenhos animados)
- 11h55 - O Café do Felisberto
- 12h15 - A Estrela de S. Paulo, com Hebe Camargo
- 12h35 - Telenotícias Discopa
- 12h55 - Show Panex, com Chocolate
- 13h15 - Vozes da Organização Victor Costa
- 13h35 - Solos e Solistas
- 13h50 - Discopa Informa
- 13h55 - Encerramento

Nessa emissora, Ofélia Anunciato iniciou sua carreira como apresentadora de programas de culinária na televisão, com o programa Meu Mundo É a Cozinha. Outros programas gerados em Santos foram: Cinema de Bolso, Telenotícias Discopa, Discopa Informa, Solos e Solistas, Show Panex com Chocolate, Vozes da OVC e O Café do Felisberto. Por algum tempo, até que ambas as programações fossem ampliadas, a emissora santista saía do ar às 14 horas e só retornava no final da tarde como retransmissora da TV Paulista.
Dificuldades diversas (que igualmente afetaram a emissora de rádio, posteriormente vendida) levaram os empresários a encerrar a programação local de televisão, mantendo-se apenas a retransmissão dos sinais da TV Paulista - que também enfrentava dificuldades, após o falecimento do fundador Victor Costa, sendo na mesma época adquirida pela TV Globo, que em 1968 rebatizou a TV Paulista como TV Globo São Paulo.
No entanto, esse pouco mais de um ano no ar da TV Santos foi o suficiente para lançar a culinarista Ofélia e também receber celebridades como Hebe Camargo, Manuel de Nóbrega e Chocolate numa programação local de sucesso.